# Principio de explosión
El principio de explosión es un principio de la lógica clásica y de algunos otros sistemas lógicos (por ejemplo, la lógica intuicionista) según el cual de una proposición contradictoria se puede deducir cualquier otra proposición. Al principio de explosión también se le conoce por medio de las locuciones latinas ex falso quodlibet y ex contradictione (sequitur) quodlibet, que significan «de lo falso (se sigue) cualquier cosa» y «de una contradicción (se sigue) cualquier cosa», respectivamente. Con base en el principio de explosión, todo es demostrable cuando se tiene una contradicción; esto se conoce como explosión deductiva.
La primera prueba de este principio fue ofrecida en el siglo XII por el filósofo francés Guillaume de Soissons. Debido al principio de explosión, la presencia de una contradicción (inconsistencia) en cualquier sistema formal axiomático es desastrosa, pues implica que cualquier premisa puede ser demostrada, trivializando los conceptos de verdad y falsedad. El principio de explosión adquirió particular relevancia a principios del siglo XX, con el descubrimiento de diversas contradicciones como la Paradoja de Russell en los fundamentos de las matemáticas que amenazaban toda la estructura formal de las matemáticas. Matemáticos como Gottlob Frege, Ernst Zermelo, Abraham Fraenkel y Thoralf Skolem trabajaron para revisar la teoría de conjuntos y eliminar dichas contradicciones, lo que resultó en la moderna teoría de Zermelo-Frenkel.

## Funcionamiento del principio de explosión
Como ejemplo del principio, considérense dos afirmaciones contradictorias: "Todos los limones son amarillos" y "No todos los limones son amarillos". Supóngase que ambas afirmaciones son verdaderas. Si ese es el caso, se puede demostrar cualquier cosa, por ejemplo, la afirmación de que "los unicornios existen", utilizando el siguiente argumento:
1. Sabemos que "No todos los limones son amarillos", ya que se ha asumido que es cierto.
2. Sabemos que "Todos los limones son amarillos", ya que se ha asumido que es cierto.
3. Por lo tanto, el enunciado de dos partes "Todos los limones son amarillos Ó los unicornios existen" también debe ser verdadero, ya que la primera parte "Todos los limones son amarillos" del enunciado es verdadera (ya que se ha supuesto).
4. Sin embargo, como sabemos que "No todos los limones son amarillos" (como se ha supuesto), la primera parte es falsa, y por lo tanto la segunda parte debe ser verdadera para que el enunciado de dos partes sea verdadero, es decir, los unicornios existen.

El principio de explosión se puede expresar formalmente como:
{\displaystyle {\frac {A\land \neg A}{B\quad \quad }}}
O en la notación del cálculo de secuentes:
{\displaystyle A\land \neg A\vdash B}
donde A y B son metavariables que pueden ser reemplazadas por cualquier proposición o fórmula. 
Las consecuencias obviamente indeseables del principio de explosión son una fuerte razón para querer evitar los sistemas lógicos y formales inconsistentes. En una solución alternativa a estos problemas, algunos lógicos han ideado teorías alternativas de la lógica llamada lógica paraconsistente, que eliminan el principio de explosión al admitir la posibilidad de contradicciones verdaderas. Estas permiten demostrar algunas afirmaciones contradictorias sin afectar a otras.

## Demostración
El principio de explosión no es en realidad un principio, sino una regla derivada, es decir que se puede demostrar a partir de las reglas básicas de la lógica proposicional.
| A demostrar: {\displaystyle A\land \neg A\vdash B} | A demostrar: {\displaystyle A\land \neg A\vdash B} | A demostrar: {\displaystyle A\land \neg A\vdash B} |
| Paso                                               | Fórmula                                            | Razón                                              |
| -------------------------------------------------- | -------------------------------------------------- | -------------------------------------------------- |
| 1                                                  | {\displaystyle A\land \neg A}                      | Supuesto.                                          |
| 2                                                  | {\displaystyle A\,}                                | Desde (1) por eliminación de la conjunción.        |
| 3                                                  | {\displaystyle A\lor B}                            | Desde (2) por introducción de la disyunción.       |
| 4                                                  | {\displaystyle \neg A\,}                           | Desde (1) por eliminación de la conjunción.        |
| 5                                                  | {\displaystyle B\,}                                | Desde (3) y (4) por silogismo disyuntivo. QED      |